# اریک ادواردز (بازیگر)
اریک ادواردز (انگلیسی: Eric Edwards؛ زادهٔ ۳۰ نوامبر ۱۹۴۵) بازیگر پورنوگرافی اهل کشور ایالات متحده آمریکا است. وی سابقهٔ ۴ دهه حضور در فیلم‌های پورنوگرافی را دارد. از فیلم‌هایی که وی در آن نقش داشته‌است می‌توان به دبی به دلاس می‌رود اشاره کرد.